# Ovsiště
Ovsiště (množné číslo, rod střední; polsky Owsiszcze, německy Owschütz, v letech 1936–1945 Habergrund) je vesnice v jižním Polsku ve Slezském vojvodství v okrese Ratiboř ve gmině Křižanovice. Nachází se na historickém území Horního Slezska přímo na hranici s Českou republikou 15 km severně od Ostravy. Sousedí s českou obcí Píšť. V roce 2015 zde žilo 750 obyvatel.

## Dějiny
První písemná zmínka o Ovsištích pochází z roku 1421.
Vesnice byla součástí Opavského knížectví a s ním zemí Koruny české. V církevním členění spadala až do druhé poloviny 20. století pod olomouckou arcidiecézi a většinově ji obývali Moravci, slovanské obyvatelstvo mluvící lašským nářečím. Na základě Berlínského míru z roku 1742 připadla spolu s většinou Slezska Prusku a od té doby patřila k okresu Ratiboř (Landkreis Ratibor) v rámci pruského a od roku 1871 německého státu.
Po první světové válce se tzv. moravské Ratibořsko stalo předmětem územních nároků nově vzniklé Republiky československé. Hraniční čára navržená v roce 1919 francouzským generálem Henrim le Rondem protínala katastr Ovsišť a o jejich konečné příslušnosti bylo rozhodnuto teprve v prosinci 1922. Na rozdíl od taktéž sporných vesnic Hať a Píšť byla nakonec ponechána Německu a nikoli začleněna do Hlučínska.
Po druhé světové válce došlo opět na posouvání hranic a Ovsiště se tentokrát stala součástí socialistického Polska. Lašské obyvatelstvo postupně splynulo s okolními Slezany anebo se ztotožnilo s německou menšinou, jejímž střediskem obec v současnosti je. Mnozí také v poválečné době emigrovali do Západního Německa.
V roce 1976 byla jakožto samostatná obec vyčleněna osada Nowa Wioska (dříve Ovsiště II).
V roce 1998 byl v Ovsištích náhodou na poli objeven pěstní klín spojovaný s paleolitní kulturou acheuléenu.

## Doprava
Na hraničním přechodu Ovsiště/Píšť začíná vojvodská silnice (droga wojewódzka) č. 966 ve směru Křižanovice a Vladislav (Wodzisław), která je pokračováním české silnice II/466 z Chuchelné.
Autobusové spojení zajišťuje dopravní podnik PKS Racibórz, přeshraniční linky však nejsou provozovány.

## Galerie

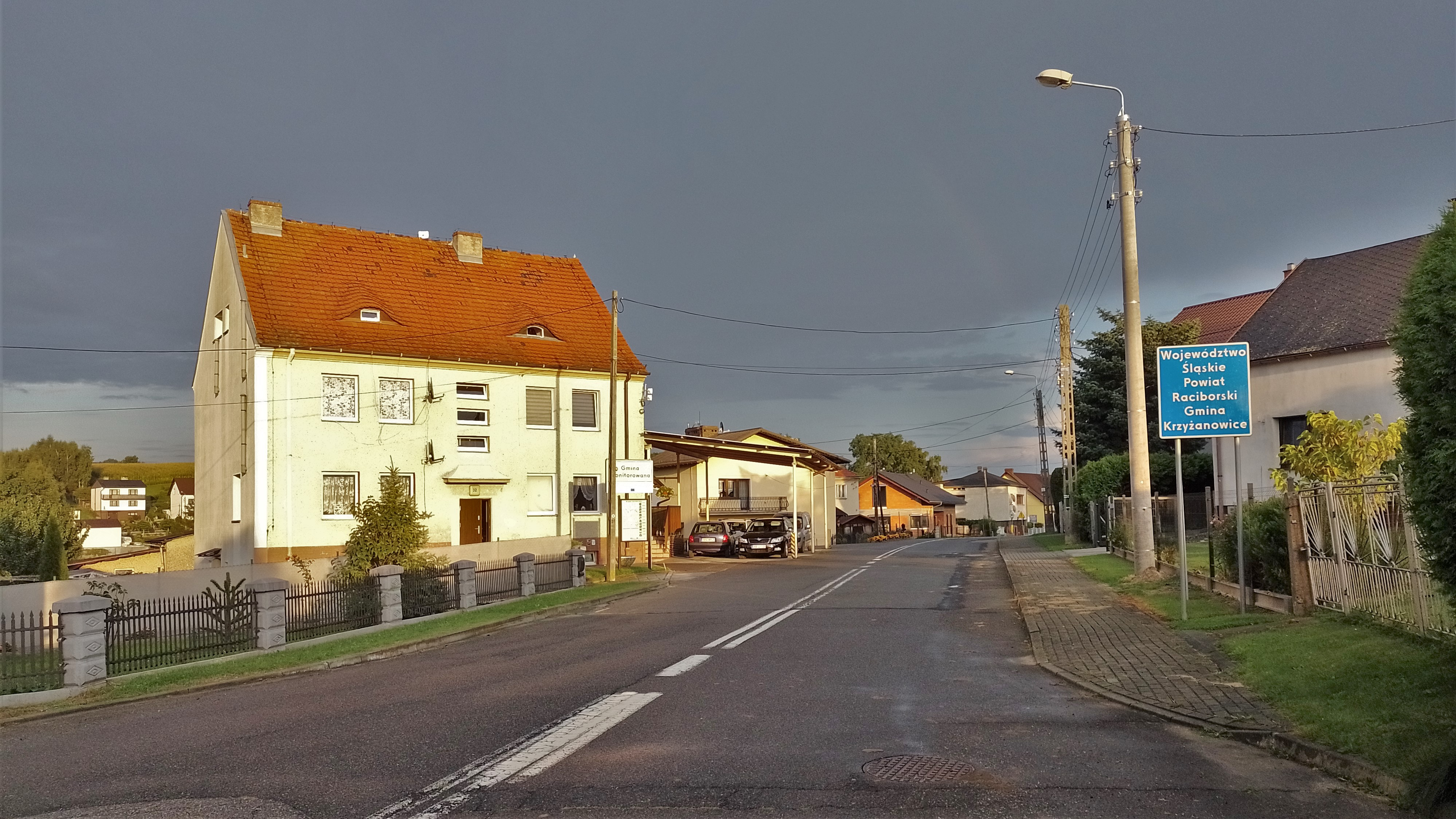
Příjezd do obce ze směru Píšť
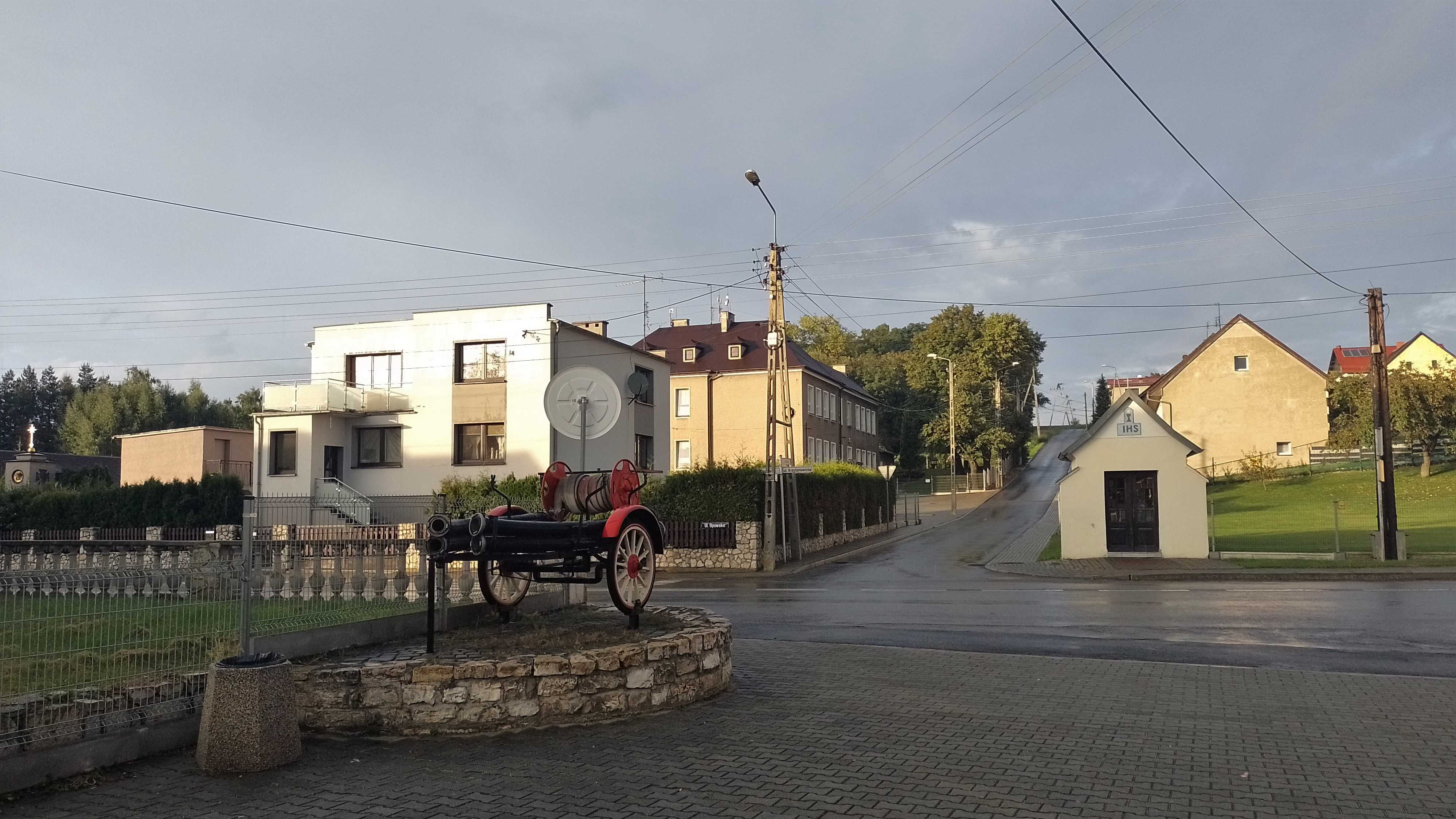
Náměstíčko u hasičské zbrojnice
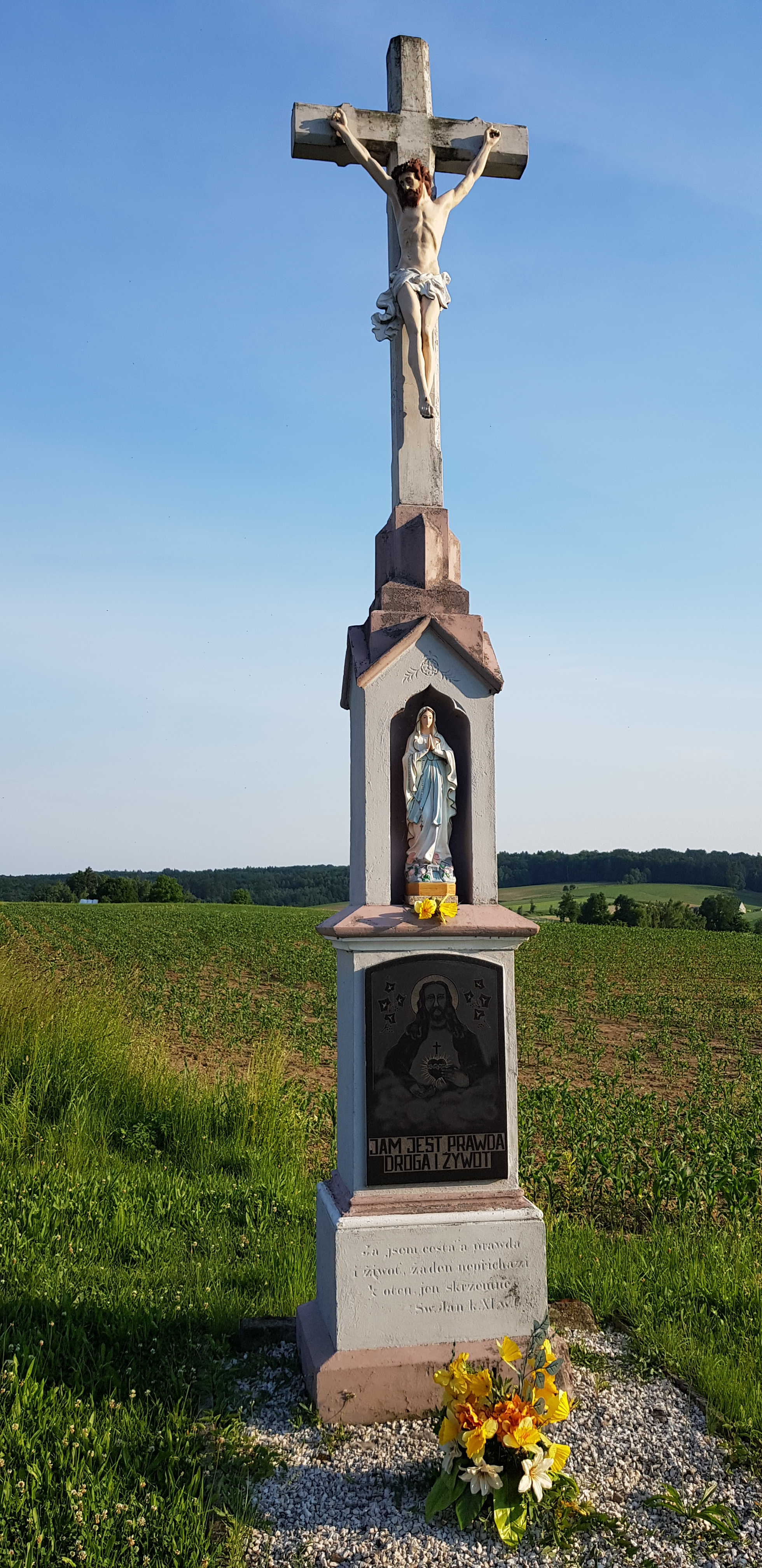
Kříž se staročeským (moravským) nápisem
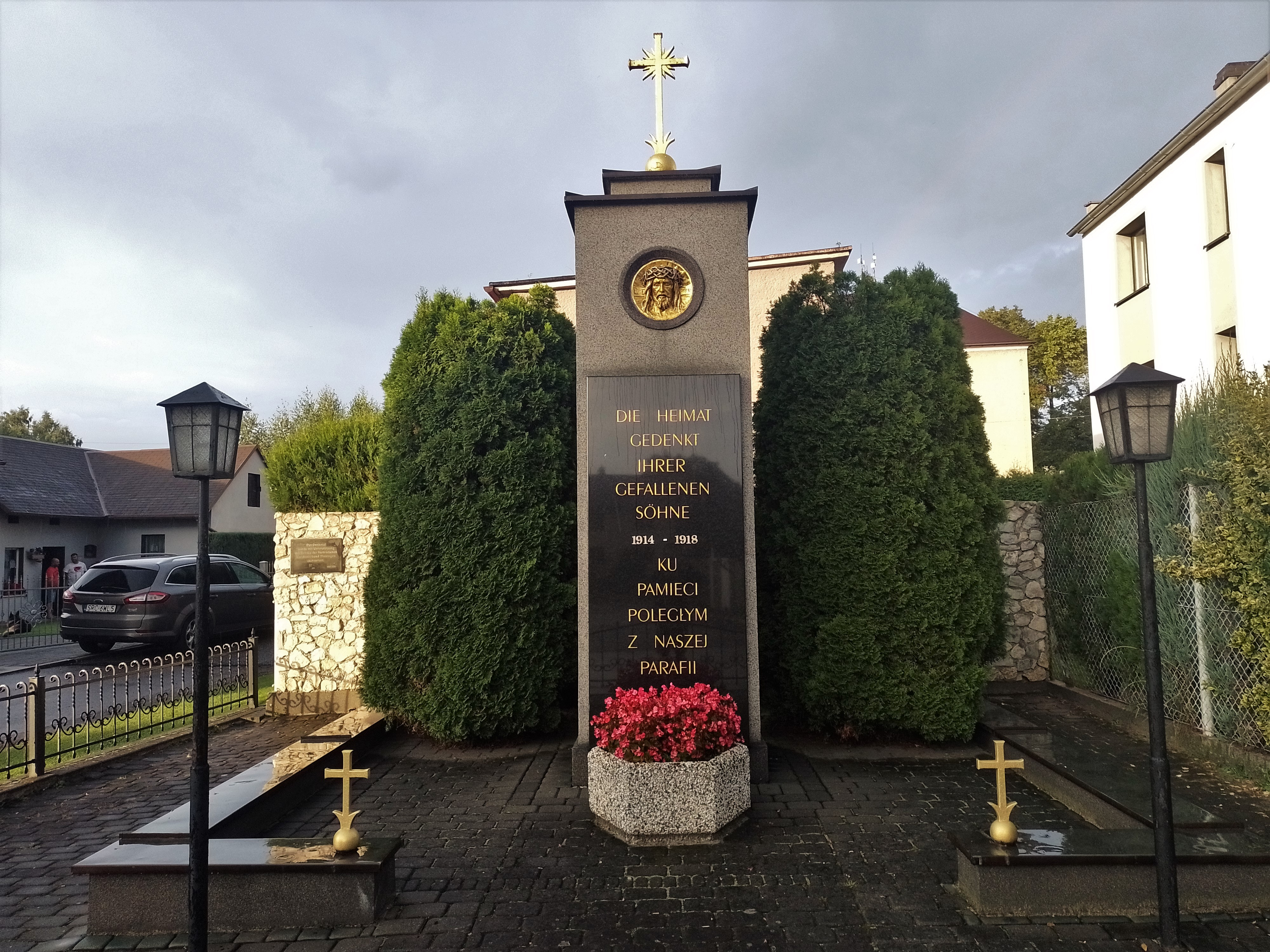
Pomník padlých za první světové války
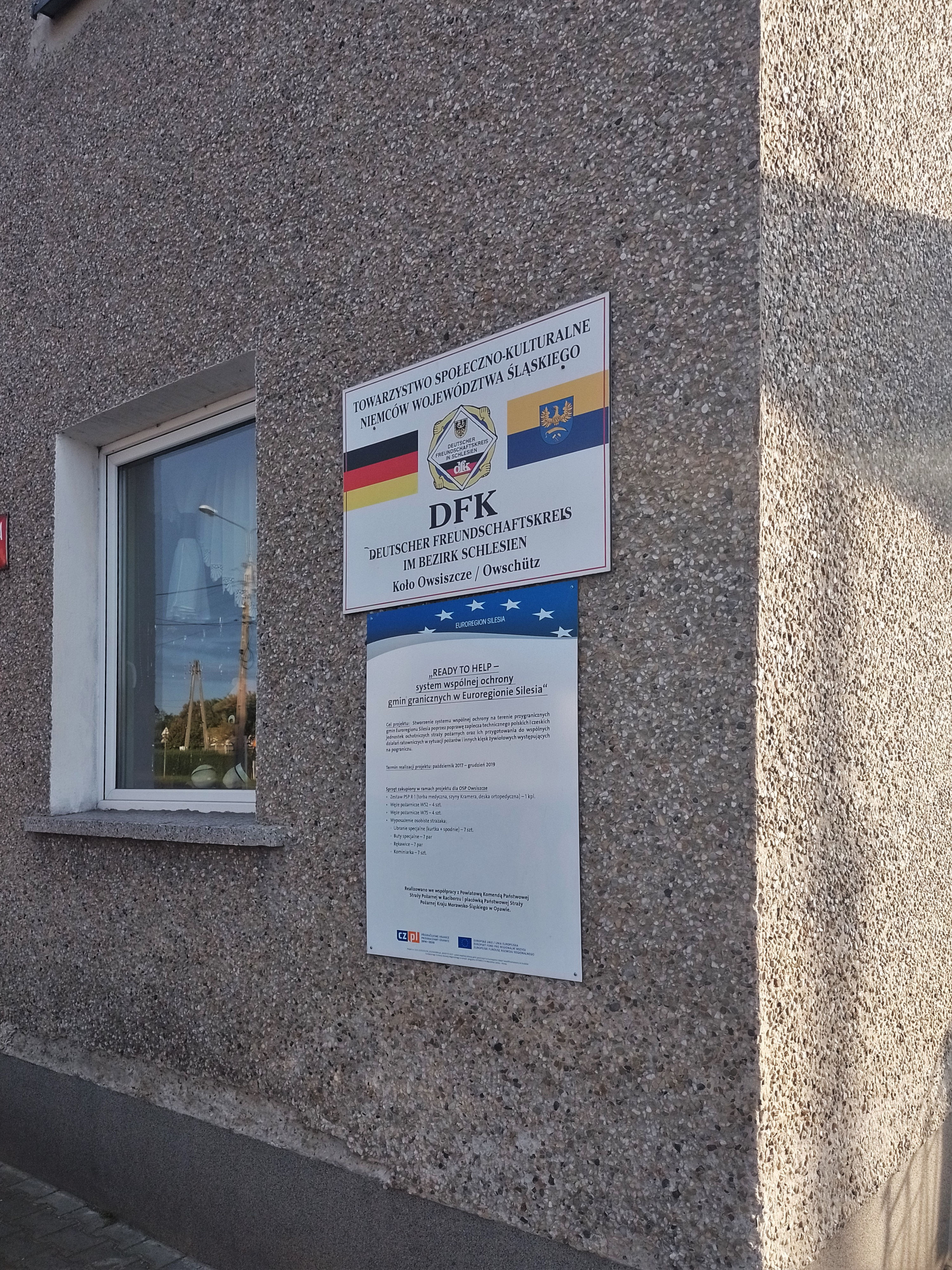
Sídlo německého kulturního spolku